# Lonely boy (Andrew Gold)
Lonely Boy is een single van de Britse muzikant Andrew Gold. De single is afkomstig van zijn album What's wrong with this picture? uit 1976. Op 11 februari 1977 werd de single eerst in Europa uitgebracht en in maart dat jaar volgden de VS, Canada, Australië, Nieuw-Zeeland en Japan.

## Beschrijving
Er is grote gelijkenis tussen de tekst van het lied en Golds eigen leven. De openingszin luidt "He was born on a summer day, 1951" (Gold werd geboren op 2 augustus van dat jaar). Het tweede couplet begint met "In the summer of '53 his mother brought him a sister"; in dat jaar werd Golds zuster geboren. In tegenspraak met de tekst heeft Gold altijd ontkend dat het lied over hemzelf ging. De rest van de tekst van het lied lijkt daarop te wijzen. Het gaat over dezelfde opvoedingswijze van eerst zijn ouders en daarna van zijn zuster. Beiden probeerden hun kind (overdadig) te beschermen en dat leverde kinderen op die zich eenzaam voelden ("We'll teach him what we learned, ah yes just what we learned, We'll dress him up warmly"). 
Er zijn meerdere versies van dit lied. 
Het lied onderscheidde zich van andere liedjes door het veelvuldig gebruik van syncopen.
De B-kant was Must be crazy van dezelfde langspeelplaat.
Paul Thomas Anderson gebruikte het lied in de muziek van zijn Boogie Nights, waarbij een afwasser in een restaurant in korte tijd uitgroeit tot pornoster, maar tegelijkertijd vriend en familie "verliest" en alleen komt te staan. In 2007 namen (los van elkaar) Farrah en Lazlo Bane het op.

## Musici
Musici op dit plaatje hebben veelal bij Linda Ronstadt gespeeld. Dat is geen toeval; de band nam tegelijkertijd met haar Hasten down the wind op.
- Andrew Gold – zang, handklappen (band Ronstadt)
- Waddy Wachtel – gitaar (band Ronstadt)
- Dan Dugmore – slaggitaar (band Ronstadt)
- Kenny Edwards – basgitaar (uit Gold’s eerdere band Bryndle en Ronstadt)
- Brock Walsh – toetsinstrumenten
- Mike Botts - slagwerk (ex–Bread en Ronstadt)

met
- Linda Ronstadt – zang
- Peter Asher – handklappen (producer van Ronstadt; eerder zanger in Peter & Gordon

## Lijsten
De single was met name in de Verenigde Staten (nummer 7 in de Billboard Hot 100) en Engeland (nummer 11) een hit. In Nederland was de plaat op donderdag 19 mei 1977 TROS Paradeplaat op de befaamde donderdag op Hilversum 3 en werd een radiohit in de destijds twee landelijke hitlijsten op de nationale publieke popzender. De plaat bereikte de 28e positie in de Nationale Hitparade en de 31e positie in de Nederlandse Top 40. In de Europese hitlijst op Hilversum 3, de TROS Europarade, werd géén notering behaald.
In België bereikte de plaat de 17e positie in de voorloper van de Vlaamse Ultratop 50. In de Vlaamse Radio 2 Top 30 en de Waalse hitlijst werd géén notering behaald. 

### Nederlandse Top 40
| Hitnotering: week 26/1977 t/m week 28/1977 | Hitnotering: week 26/1977 t/m week 28/1977 | Hitnotering: week 26/1977 t/m week 28/1977 | Hitnotering: week 26/1977 t/m week 28/1977 | Hitnotering: week 26/1977 t/m week 28/1977 |
| Week:                                      | 1                                          | 2                                          | 3                                          |                                            |
| ------------------------------------------ | ------------------------------------------ | ------------------------------------------ | ------------------------------------------ | ------------------------------------------ |
| Positie:                                   | 34                                         | 31                                         | 35                                         | uit                                        |

### Nationale Hitparade
| Hitnotering: 25-06-1977 t/m 02-07-1977 | Hitnotering: 25-06-1977 t/m 02-07-1977 | Hitnotering: 25-06-1977 t/m 02-07-1977 | Hitnotering: 25-06-1977 t/m 02-07-1977 |
| Week:                                  | 1                                      | 2                                      |                                        |
| -------------------------------------- | -------------------------------------- | -------------------------------------- | -------------------------------------- |
| Positie:                               | 28                                     | 28                                     | uit                                    |

### NPO Radio 2 Top 2000
| Nummer met noteringen in de NPO Radio 2 Top 2000 | '99 | '00 | '01 | '02 | '03 | '04 | '05  | '06  | '07  | '08  | '09 | '10  | '11  | '12  | '13  | '14  |
| ------------------------------------------------ | --- | --- | --- | --- | --- | --- | ---- | ---- | ---- | ---- | --- | ---- | ---- | ---- | ---- | ---- |
| Lonely Boy                                       | 953 | 676 | 412 | 597 | 965 | 973 | 1050 | 1350 | 1403 | 1109 | -   | 1822 | 1473 | 1943 | 1981 | 1818 |

1. ↑  Een '-' betekent dat het nummer niet was genoteerd en een vetgedrukt getal geeft de hoogste notering aan.
2. ↑  Deze tabel is bijgewerkt tot en met de laatste editie (2024).